# Nurhayati Ali Assegaf
 (avril 2012).
Si vous disposez d'ouvrages ou d'articles de référence ou si vous connaissez des sites web de qualité traitant du thème abordé ici, merci de compléter l'article en donnant les références utiles à sa vérifiabilité et en les liant à la section « Notes et références ».
Nurhayati Ali Assegaf, née le 17 juillet 1963 à Surakarta en Indonésie, est une femme politique indonésienne, présidente du comité de coordination des femmes parlementaires de l'Union interparlementaire et vice-présidente du comité pour la coopération inter-parlementaire de la Chambre des députés de la république d'Indonésie.

## Biographie
Nurhayati Ali Assegaf est mariée et a deux filles et deux fils, et un petit-fils.
Membre de la Chambre des représentants depuis 2004, elle a été réélue en 2009. 